# Desná-Riedlova vila (železniční zastávka)
Desná-Riedlova vila je železniční zastávka při ulici Krkonošská ve stejnojmenné obci, nacházející se v km 29,919 trati Liberec–Harrachov. Zastávka je v provozu od roku 2010 a je zařazena do integrovaného dopravního systému IDOL. Druhý ozubnicový úsek na trati Tanvald–Harrachov začíná právě na této železniční zastávce.

## Historie

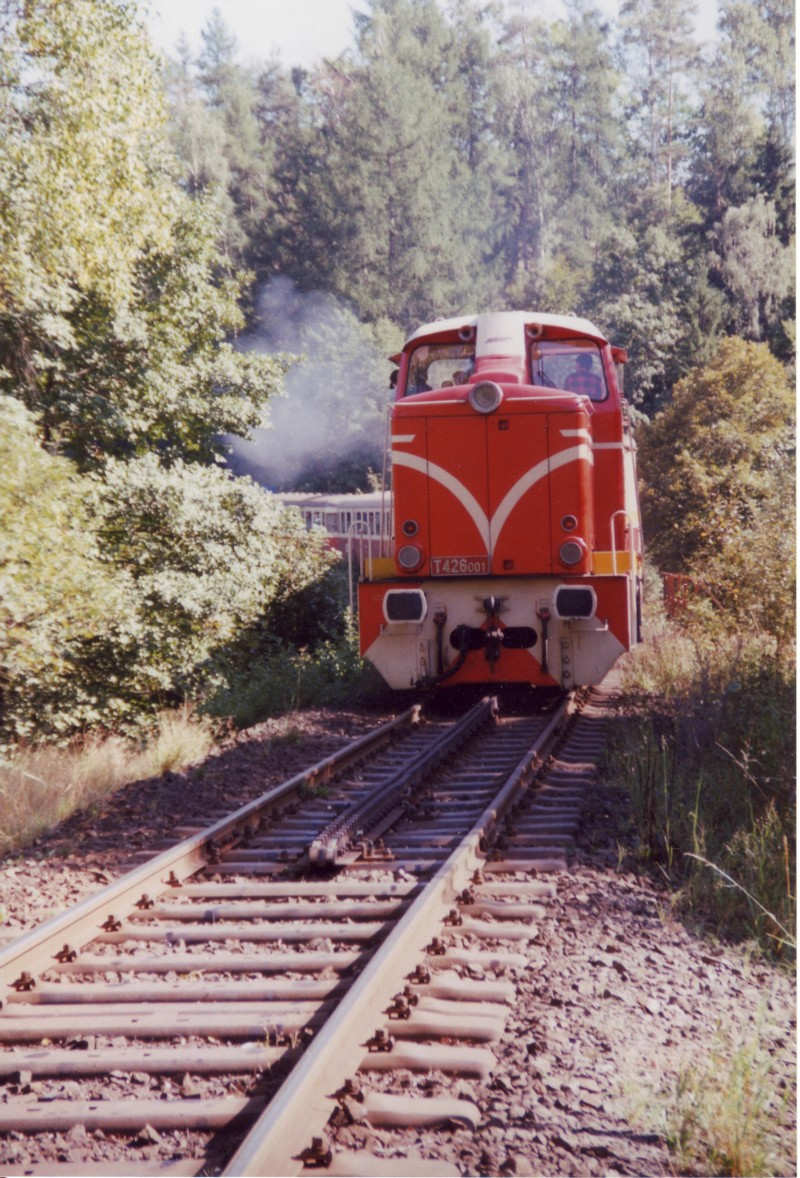
Fotografický snímek před stavbou zastávky (2006), Ozubnicová lokomotiva T426.0 (Zubačka)

Zastávka byla vybudována v rámci projektu Zlepšení dopravní obslužnosti území Mikroregionu Tanvaldsko, který spolufinancovala Evropská unie. Kromě této zastávky byly vybudovány ještě další tři – Desná-Pustinská, Velké Hamry město a Smržovka-Luční. Zastávka Desná-Riedlova vila se začala stavět na začátku školního roku 2010/2011 ve středu 1. září roku 2010. Slavnostně otevřena pak byla 27. října 2010. V roce 2019 prošel viadukt u zastávky zásadní rekonstrukcí (čištění, nové zábradlí, zlepšení pro nákladní dopravu, výměna kolejí i s ozubnicí a propojení se zastávkou).

## Popis
Zastávka leží v Desné v městské části 2 (ll) v Jizerských horách pod vrchem Černý kopec (592 m n. m.) mezi stanicemi Desná a Dolní Polubný na trati Liberec–Harrachov. Nástupiště měří 35 metrů a je zde i dřevěný přístřešek s informační tabulí se zajímavostmi o trati. Nechybí také veřejné osvětlení (lesní cesta je také osvětlena). Zastávka je pojmenovaná dle nedaleké Riedlovy vily, leží i v blízkosti desenské základní školy, mateřské školy Perlička a sklárny Preciosy. Leží v nadmořské výšce 509,4 m n. m.

## Doprava
Je zde jak nákladní tak i osobní doprava. Staví zde téměř všechny osobní vlaky linky L1 Liberec – Tanvald – Harrachov – Szklarska Poreba Gorna, některé z nichž zde i končí. V roce 2019 zde pouze projížděly rychlíky linky R 21 Praha – Turnov – Tanvald (– Harrachov). Také zvláštní ozubnicový vlak Rakušanka (zubačka) tady jenom projíždí stanici (na trase Tanvald-Desná-Kořenov-Harrachov). Nákladní doprava do sklárny Preciosy je zde také dost častá. Odbočná kolej (vlečka) je kousek před zastávkou ze směru Liberec. Zastávku projíždějí nákladní vlaky směrem do Dolního Polubný. Zastávka je na znamení (u projíždějících vlaků zastávkou, rychlíky zde už od roku 2020 nejezdí (a zastávku ani neobsluhovaly) a zubačka zde také tuto zastávku neobsluhuje, pouze osobní vlak ji má na znamení nebo za konečnou) a také konečná zastávka.

## Cestující

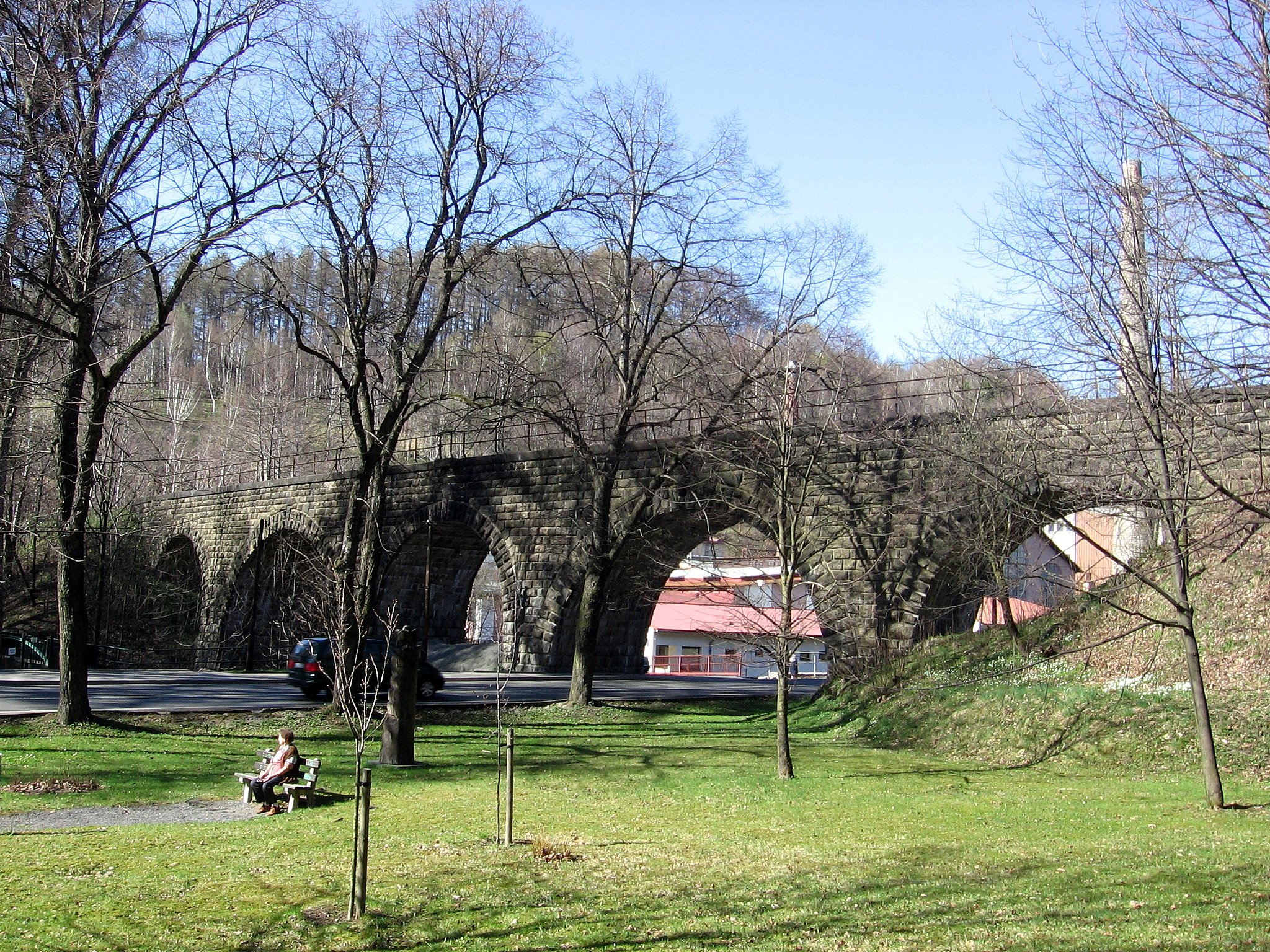
Kamenný viadukt před rekonstrukcí v roce 2007, na pozadí Černý kopec (592 m n. m.)

### Odbavení cestujících
Zastávka nezajišťuje odbavení, odbavení cestujících se provádí ve vlaku.

### Přístup
Přístup na nástupiště je bezbariérový. Zastávka je vybavena pro zrakově postižené (vodící linie).

### Počet cestujících
V pracovních dnech týdne je zde zhruba 124 cestujících na 1 pracovní den.
V sobotu je zde zhruba 77 cestujících.
V neděli je zde zhruba 72 cestujících.
Za celý víkend je zde zhruba 149 cestujících.
Za celý týden je zde zhruba 273 cestujících.
Na celý rok zde přichází 3276 cestujících.

## Problémy
Krátce po zprovoznění zastávky České dráhy zjistily, že délka nástupiště je kratší než délka souprav v zastávce zastavujících. Kvůli tomu, že se soupravy k nástupišti nevešly všemi svými dveřmi, žádal dopravce o jeho prodloužení. Kvůli vysokému počtu oblouků na trati jde však o délku maximální. Média pak upozornila, že zastávka byla vystavěna dle dokumentace, k níž České dráhy vyjádřily souhlasné stanovisko.
O tom, že je v zastávce povolen výstup jen některými dveřmi, jsou cestující informováni vlakovým rozhlasem, informace je zveřejněna i v jízdním řádu.[zdroj?]
Také v zimě jsou zde občas problémy. Na zastávku je přístup lesní cestou do kopce i z kopce. V zimě to je při mrazech zledovatělé a tak se stávají těžko přístupnými.[zdroj?]

## Galerie

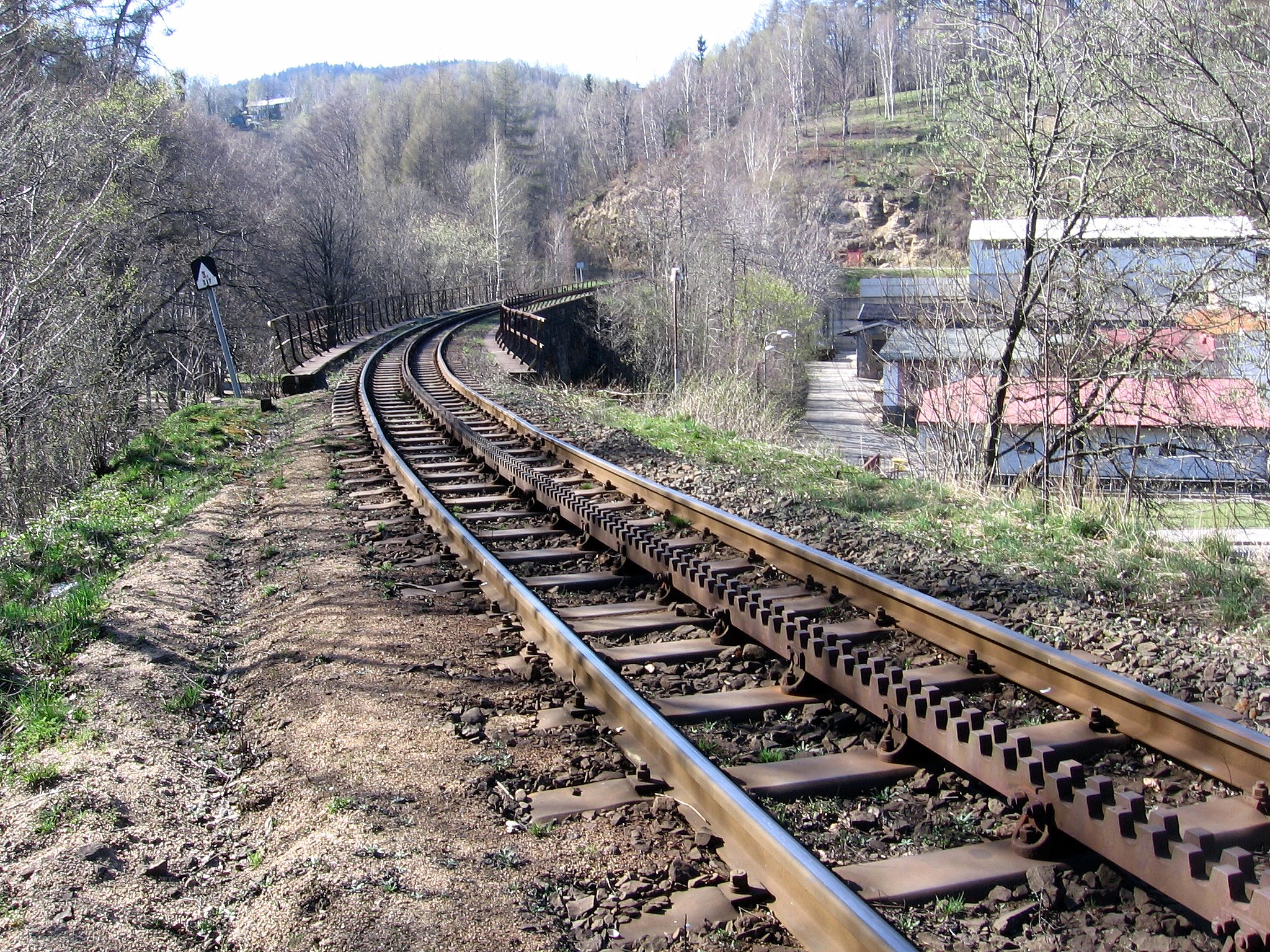
Ozubnice
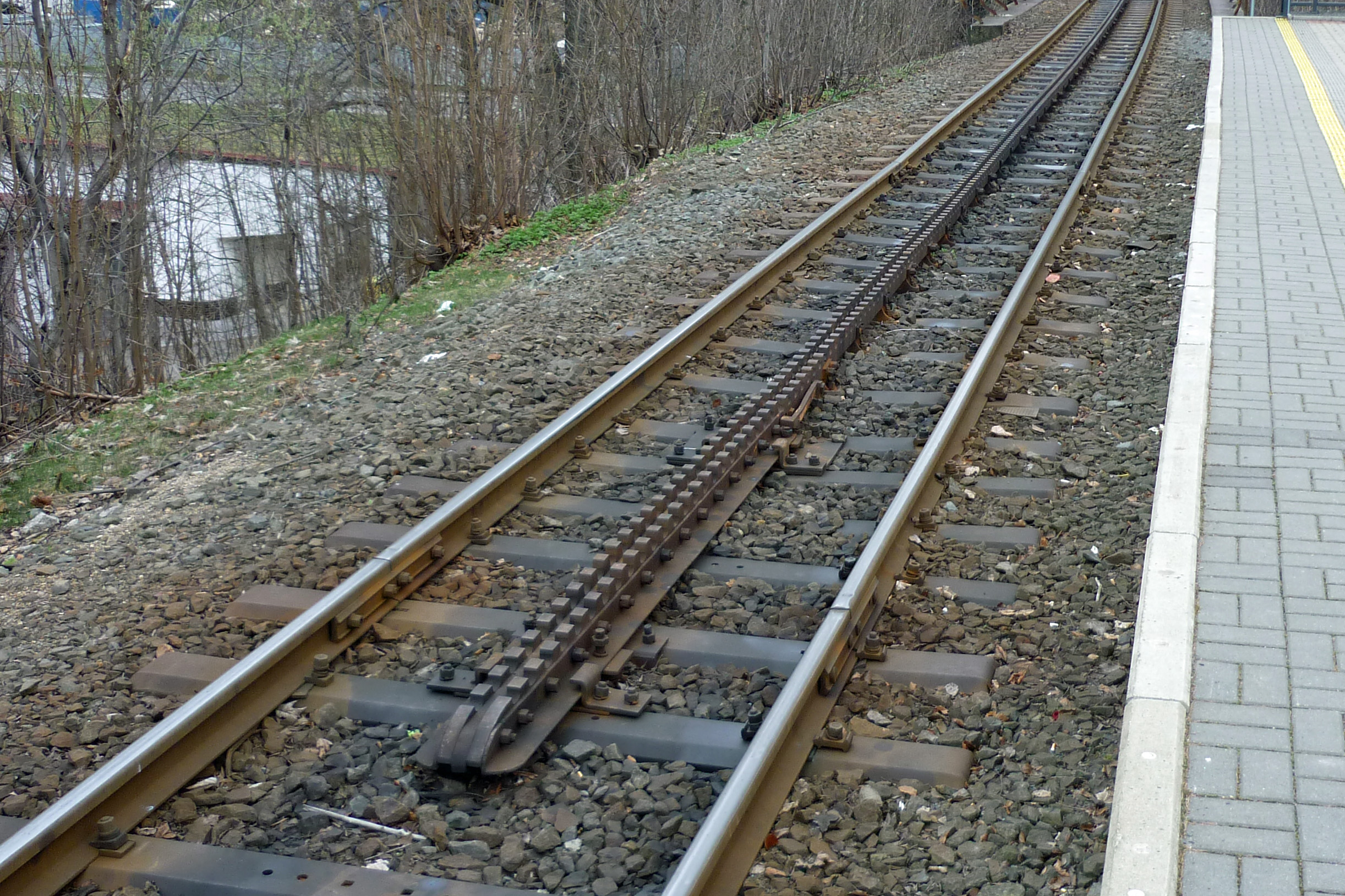
Začátek druhého ozubnicového úseku
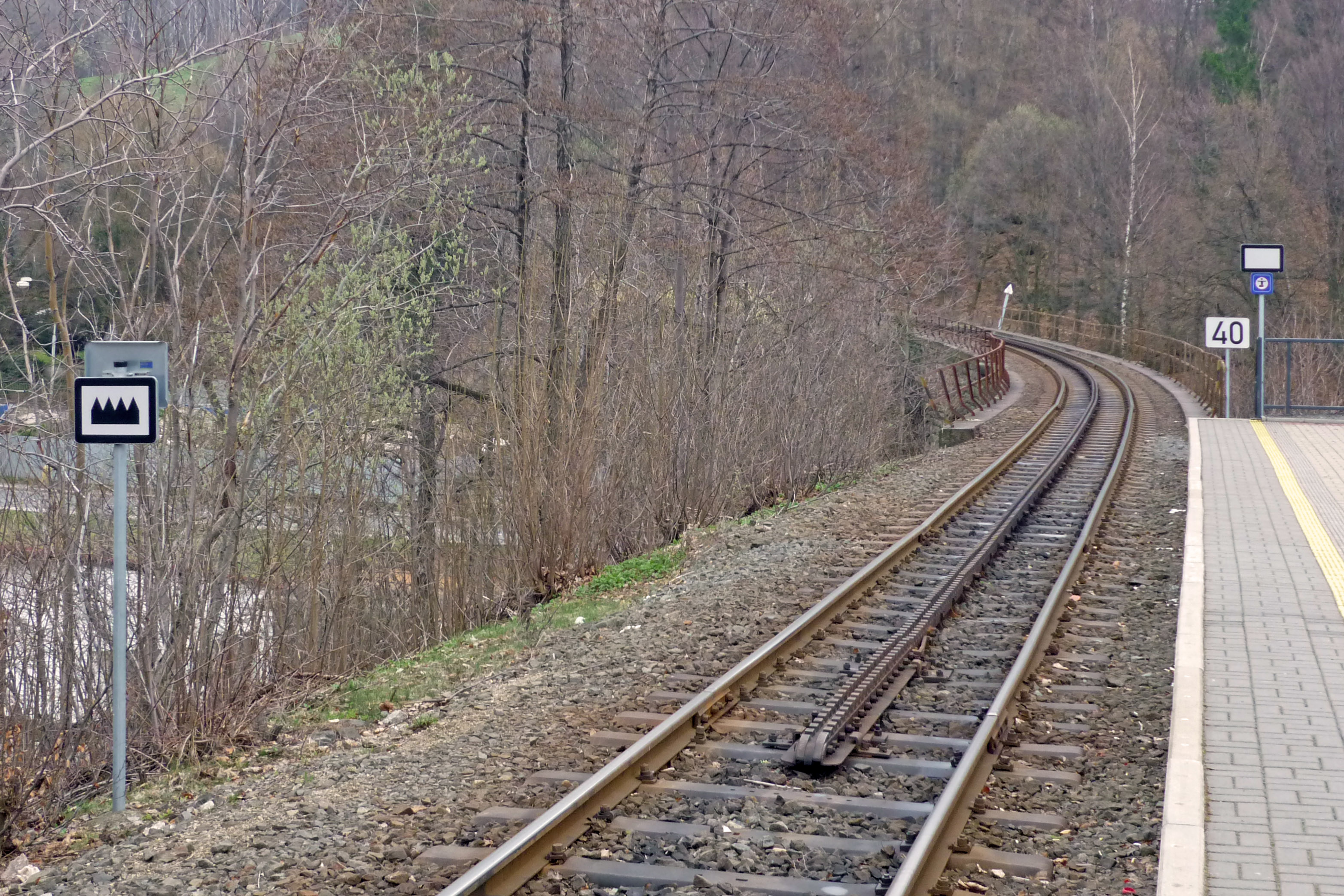
Pohled na trať
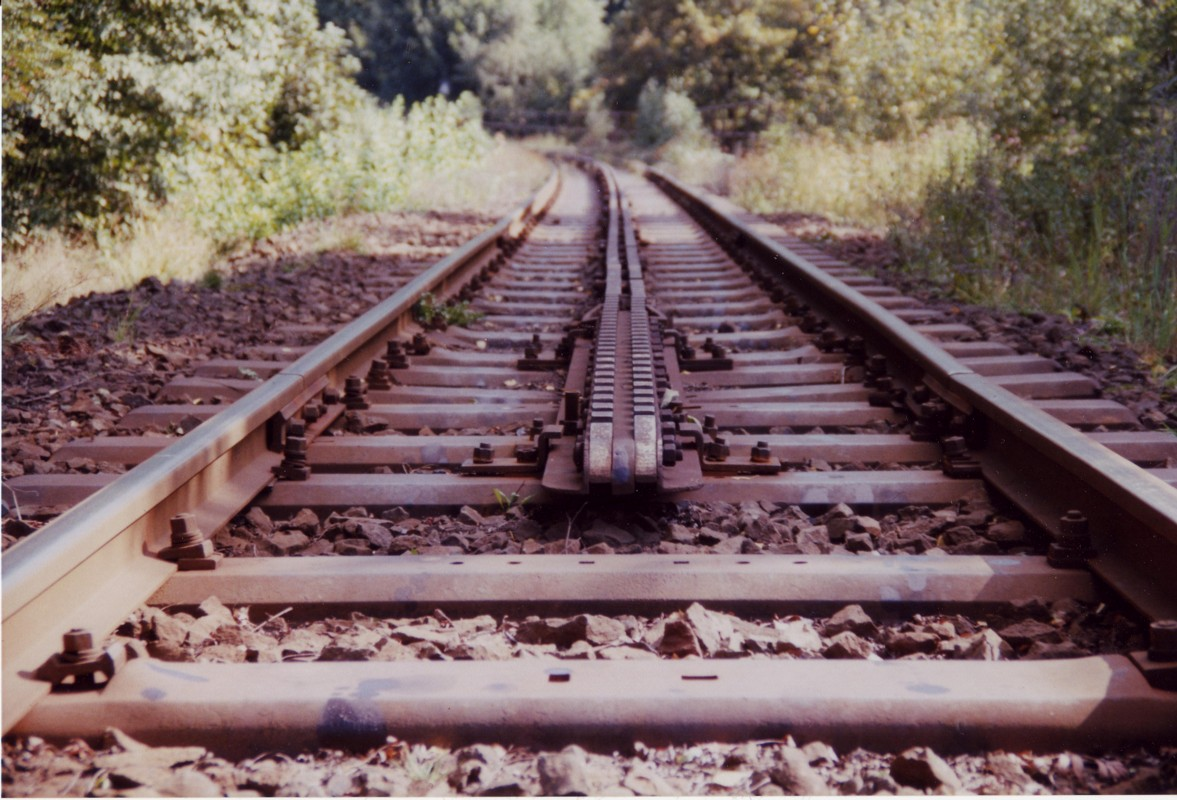